# Bowling bei den Olympischen Spielen
Bowling wurde zum ersten und einzigen Mal als Demonstrationssportart der Olympischen Sommerspiele 1988 vorgestellt. Insgesamt traten 20 Nationen beim Herren- und Damenturnier an. Die Wettbewerbe fanden am 18. September im Royal Bowling Center in Seoul statt. An den Demonstrationsveranstaltungen nahmen bis auf Carol Gianotti aus Australien, einer ehemaligen mehrfachen Professional "Women's Bowling Association (PWBA)"-Meisterin, keine Bowlingprofis teil.
Bei den Männern gewannen Südkorea Gold, Singapur Silber und Finnland Bronze. Bei den Frauen gewannen die Philippinen Gold, Japan Silber und Finnland Bronze.